# Satyrus tajik
Satyrus tajik är en fjärilsart som beskrevs av Clench och Shoumatoff 1956. Satyrus tajik ingår i släktet Satyrus och familjen praktfjärilar. Inga underarter finns listade.